# Clypeococcum
Clypeococcum är ett släkte av svampar som beskrevs av David Leslie Hawksworth. Clypeococcum ingår i familjen Dacampiaceae, klassen Dothideomycetes, divisionen sporsäcksvampar och riket svampar.
Kladogram enligt Dyntaxa:
| Clypeococcum | \| \| Clypeococcum epicrassum \| \| \| \| |
|              | \| \| Clypeococcum epicrassum \| \| \| \| |
|              | Dacampia                                  |
|              |                                           |
|              | Didymocyrtis                              |
|              |                                           |
|              | Eopyrenula                                |
|              |                                           |
|              | Pyrenidium                                |
|              |                                           |
|              | Weddellomyces                             |
|              |                                           |
|              | Clypeococcum epicrassum                   |
|              |                                           |

|  | Clypeococcum epicrassum |
|  |                         |